# Dactylispa pubescens
Dactylispa pubescens es una especie de insecto coleóptero de la familia Chrysomelidae.
Fue descrita científicamente en 1962 por Chen & Tan.